# جيمس أدير
جيمس أدير (بالإنجليزية: James Adair)‏ هو محامي وسياسي أيرلندي، ولد في 1743، وتوفي في 21 يوليو 1798. انتخب عضو مجلس الشعب في برلمان بريطانيا العظمى.